# برنار غريغوري
برنار غريغوري (بالفرنسية: Bernard Gregory)‏ (و. 1919 – 1977 م) هو فيزيائي، وأستاذ جامعي من فرنسا .

## التعليم
تعلم في المدرسة المتعددة التكنولوجية بفرنسا، والمدرسة الوطنية العليا للمناجم في باريس

## جوائز
حصل على جوائز منها:
- ضابط وسام جوقة الشرف
- صليب الجيش 1939–1945
- Commander of the Order of Academic Palms.